# Diego José de Salazar
Diego José de Salazar y Gaspar de Ubeda (* 1659; † 25. Juni 1709 in Sevilla) war ein spanischer Kapellmeister und Komponist.

## Leben
Salazar war Chorknabe in der Kathedrale von Sevilla und später Kapellmeister in Estepa. Er wird am 26. November 1685 als Nachfolger von Alonso Xuárez als Kapellmeister an die Kathedrale von Sevilla zurückgerufen.
Als Komponist schuf er zahlreiche Werke der Kirchenmusik, darunter Hymnen, Motetten, Psalmen, Messen, Klagen, Weihnachtslieder und Requien. Salazar starb 50-jährig an der Pest.
Eines seiner bekanntesten Werke ist der Villancico im Stile der Volksmusik ¡Salga el torillo hosquillo!, ein klassisches Stück des kolonialen Repertoires. Es ist eine Stierkampfallegorie über Jesus und seinen Kampf gegen das Böse. Das Originalstück wurde im Archivo Nacional de Sucre in Bolivien wiederentdeckt und wird heute wieder oft aufgeführt und eingespielt.